# The Dorm That Dripped Blood
The Dorm That Dripped Blood (Căminul în care picura sânge) sau Pranks (Farse) este un film american slasher (de groază) din 1982 regizat de Stephen Carpenter și Jeffrey Obrow, scris de Carpenter și Stacey Giachino și cu Laurie Lapinski, Stephen Sachs, David Snow, Pamela Holland și Daphne Zuniga în rolurile principale. Urmărește patru studenți care stau în campus în vacanța de Crăciun pentru a curăța un cămin închis, unde un atacator necunoscut începe să-i urmărească și să-i ucidă.